# بانیا کاودا
بانیا کاودا (به ایتالیایی: Bagna càuda) (تلفظ در پیدمونتی: [ˈbɑɲɐ ˈkɑʊ̯dɐ]؛ ت.ت. 'سس داغ'  یا 'سس غلیظ داغ') یک غذای داغ است که با سیر و آنچوویس تهیه می‌شود و از غذاهای معمول پیه‌مونتهٔ سفلی، یک منطقهٔ جغرافیایی در پیه‌مونته در ایتالیا و پروانس در فرانسه است. این غذا به شیوه‌ای مشابه فوندو سرو و مصرف می‌شود و گاهی به‌عنوان پیش‌غذا استفاده می‌شود و معمولاً سبزیجات خام یا پخته‌شده در آن فرو برده می‌شوند.

## مصرف
بانیا کاودا یک غذای داغ و سس دیپینگ در آشپزی پیه‌مونتی و پرووانسی است که برای فروبردن سبزیجات استفاده می‌شود. این غذا با استفاده از روغن زیتون، آنچوویس خردشده و سیر تهیه می‌شود. گاهی مواد افزودنی دیگری مانند قارچ ترافل و نمک نیز به آن اضافه می‌شود. سبزیجات خام یا پخته در این سس فرو برده می‌شوند که معمولاً با استفاده از یک منبع حرارتی مانند شمع یا مشعل در میزِ سرو گرم نگه داشته می‌شود.

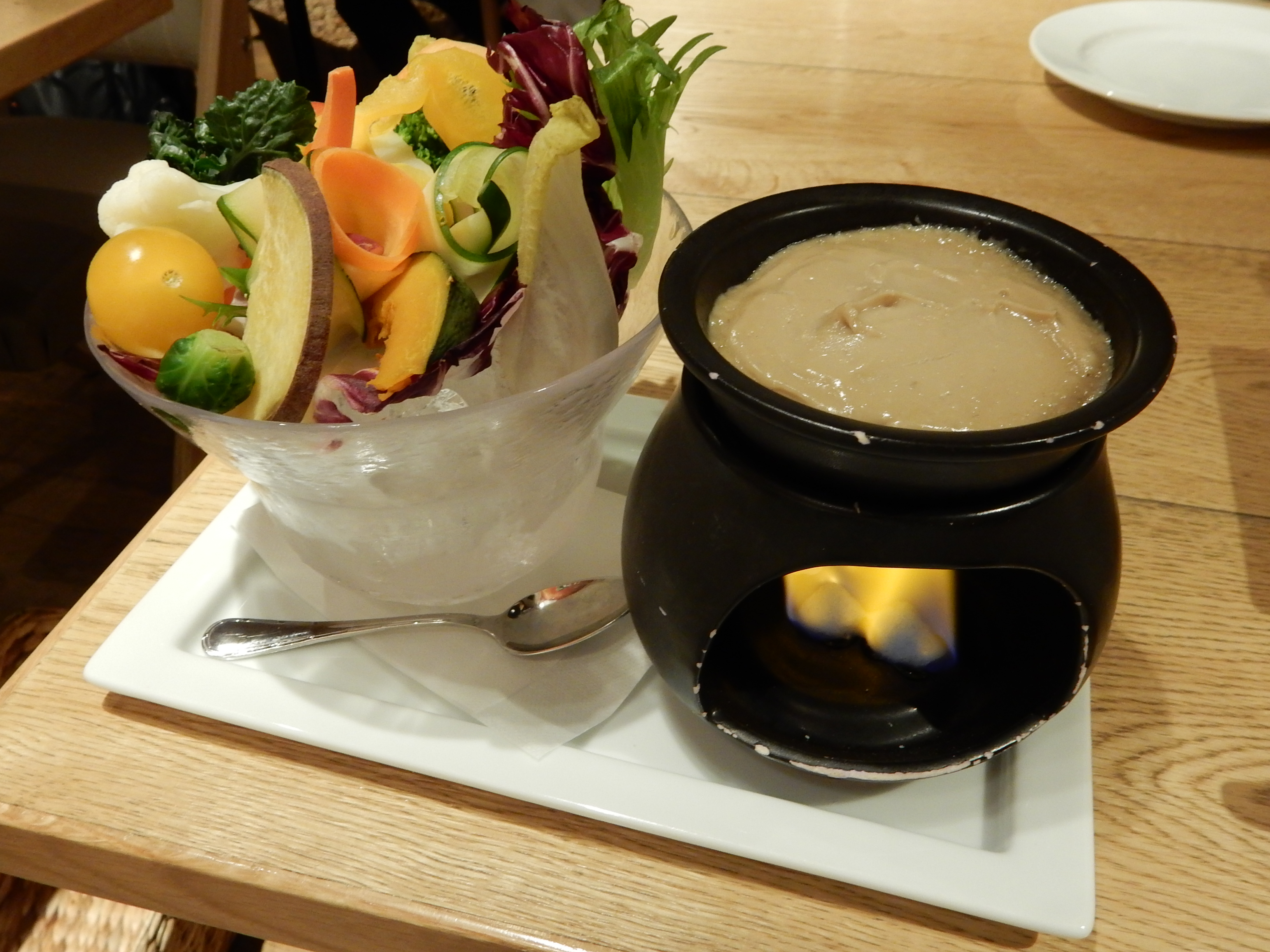
یک آماده‌سازی از بانیا کاودا

کنگر فرنگی خاردار معمولاً در این سس فرو برده می‌شود. دیگر غذاهایی که برای فروبردن در آن استفاده می‌شوند شامل کلم، کرفس، هویج، سیب‌زمینی ترش، فلفل دلمه‌ای، رازیانه و نان هستند. این غذا گاهی به‌عنوان یک پیش‌غذا سرو می‌شود.
در گذشته از روغن گردو یا روغن فندق برای تهیه این غذا استفاده می‌شد. گاهی از قارچ ترافل در نسخه‌های این غذا در آلبا، یک کومونه در منطقهٔ پیدمونت استفاده می‌شود. به‌طور سنتی در فصل‌های پاییز و زمستان، به‌ویژه در جشن‌های کریسمس و سال نو، مصرف می‌شود و باید به‌صورت داغ سرو شود، همان‌طور که از نامش پیداست.

### مصرف در آمریکای شمالی و جنوبی
این غذا همچنین در آرژانتین مرکزی یک غذای زمستانی محبوب است. همچنین در مناطق کلینتون، ایندیانا؛ راک اسپرینگز، وایومینگ؛ و بنلد، ایلینوی به‌دلیل مهاجرت تعداد زیادی از ایتالیایی‌های شمالی به این مناطق رایج است. این غذا در جامعهٔ کارگری معدن در شهرستان مدیسون، ایلینوی، از جمله کلینسویل، ادواردزویل و مری‌ویل، رایج بود، به‌دلیل مهاجرت تعداد زیادی از ایتالیایی‌هایی که برای کار در معادن به این مناطق آمده بودند.

## تاریخچه
بانیا کاودا از قرن شانزدهم بخشی از آشپزی پیه‌مونتی بوده است. این دستور غذا خاص پیه‌مونته سفلی، یک منطقهٔ جغرافیایی از پیه‌مونته در ایتالیا است. در قرون گذشته، در این منطقه به‌دلیل دسترسی آسان به آنچوویس شور، این مادهٔ اصلی مهم، در بسیاری از دستورهای غذایی پیه‌مونتی از جمله پیش‌غذاها استفاده می‌شد. پیه‌مونته با استفاده از مسیرهای تجاری که از گذرگاه‌های آلپ دریایی عبور می‌کردند، نمک خود را از پروانس و مصب‌های رون تأمین می‌کرد. افسانه‌ای می‌گوید که تجارت آنچوویس شور روشی برای معامله نمک بود و بدین ترتیب از پرداخت عوارض سنگین اجتناب می‌شد: بشکه‌های نمک با لایه‌ای از آنچوویس شور در قسمت بالایی ارائه می‌شد تا از کنترل مأموران مالیاتی عبور کنند. اما در واقع، در سراسر پیه‌مونته در دوران رژیم قدیمی، به دلیل قیمت بالای نمک، از آنچوویس شور به عنوان چاشنی استفاده می‌شد و سیر و روغن زیتون در دسترس بودند.